# Orychophragmus ziguiensis
Orychophragmus ziguiensis là một loài thực vật có hoa trong họ Cải. Loài này được Z.E. Zhao & J.Q. Wu mô tả khoa học đầu tiên năm 2003.